# Gino Milli
Gino Milli, pseudonimo di Luigi Miglietta (...), è un attore italiano. Attivo tra gli anni settanta e novanta, è noto per il ruolo di Vittorio, coprotagonista del film La novizia (1975); ha usato negli ultimi anni della sua carriera, anche lo pseudonimo di Gino Miller per esigenze di co-produzione statunitensi.

## Biografia
Gino Milli esordisce giovanissimo intorno alla prima metà degli anni settanta in piccoli ruoli, spesso interpretando il classico ragazzo di borgata dalle tendenze ribelli. Dopo qualche anno di gavetta in ruoli che lo hanno visto affiancare attori di nota importanza, viene scelto per interpretare il personaggio maschile nel film La novizia al fianco di Gloria Guida e Lionel Stander. 
Dopo un'iniziale carriera promettente, la carriera di Gino Milli finisce per divenire sempre più frammentaria in concomitanza con il declino dei filoni cinematografici in cui si era cimentato in personaggi talvolta ritagliati sulla sua misura; a partire dagli ottanta l'attore reciterà ancora in maniera sporadica in pellicole di scarso riscontro senza ottenere tuttavia lo stesso spessore artistico ottenuto a inizio carriera. 
Negli anni novanta Gino Milli prende parte anche a un paio di produzioni televisive, dopodiché si congeda definitivamente dal mondo dello spettacolo.

## Filmografia

### Cinema
- Le castagne sono buone, regia di Pietro Germi (1970)
- Splendori e miserie di Madame Royale, regia di Vittorio Caprioli (1970)
- I due assi del guantone, regia di Mariano Laurenti (1971)
- L'istruttoria è chiusa: dimentichi, regia di Damiano Damiani (1971)
- ...e si salvò solo l'Aretino Pietro, con una mano davanti e l'altra dietro..., regia di Silvio Amadio (1972)
- Imputazione di omicidio per uno studente, regia di Mauro Bolognini (1972)
- Decameron nº 2 - Le altre novelle del Boccaccio, regia di Mino Guerrini (1972)
- Decameron nº 3 - Le più belle donne del Boccaccio, regia di Italo Alfaro (1972)
- Finalmente... le mille e una notte, regia di Antonio Margheriti (1972)
- Gli amici degli amici hanno saputo, regia di Fulvio Marcolin (1973)
- La proprietà non è più un furto, regia di Elio Petri (1973)
- La principessa sul pisello, regia di Piero Regnoli (1973)
- Il poliziotto è marcio, regia di Fernando Di Leo (1974)
- L'erotomane, regia di Marco Vicario (1974)
- Colpo in canna, regia di Fernando Di Leo (1975)
- La novizia, regia di Giuliano Biagetti (1975)
- I ragazzi della Roma violenta, regia di Renato Savino (1976)
- Ritornano quelli della calibro 38, regia di Giuseppe Vari (1977)
- La ragazza del vagone letto, regia di Ferdinando Baldi (1979)
- Malombra, regia di Bruno Gaburro (1984)
- Penombra, regia di Bruno Gaburro (1986)

### Televisione
- Roma rivuole Cesare, regia di Miklós Jancsó (1974)
- Orlando furioso, regia di Luca Ronconi (1975)
- Il ragazzo dal kimono d'oro 4, regia di Fabrizio De Angelis (1992)
- Il ragazzo dal kimono d'oro 5, regia di Fabrizio De Angelis (1992)

## Doppiatori italiani
- Pino Colizzi in I due assi del guantone
- Claudio Sorrentino in La novizia